# 肥貓正傳II
《肥貓正傳II》，香港亞洲電視1998年製作的時裝電視劇，故事策劃鄭則士，監製譚朗昌。1999年3月22日至4月30日逢星期一至五晚上7時至8時，5月1日星期六晚上8時35分至10時30分首播，全劇共32集。大結局平均收視達17點（107萬人次收看），屬該年亞洲電視播映的本地製作電視劇結局收視率第2名，及所有電視劇結局收視率第5名，同樣僅次於《縱橫四海》的平均25點（157萬人次收看）。2000年7月10日至8月22日逢星期一至五早上11時20分至中午12時15分首次重播。

## 故事大綱
王家寶（肥貓）是智障人士，出生於中等家庭，與疼愛他的弟弟王家希（小狗）及弟弟女友李敏兒同住，後細狗與Mandy結婚後移民定居加拿大，把肥貓交給姨媽江惠芳照顧，芳姨有一女張佩欣歧視肥貓，後來被肥貓的純真感動，與他成為好友。肥貓天生對數字敏感，在一家中心學珠心算，後來遇上假冒其堂弟王俊生的阿生及其女友杜心泉，被他們利用去賭場幫他們賭錢，後他們得知「肥貓」早已知道阿生為假冒，仍視他如弟弟般，就被他的愛心感化了。後來幫助了當西餐大廚的大陸新移民游大海追求其夢中情人張楓，又認識了顧家及其新移民妻子顧太（家嫂：繆非臨飾）。最後「肥貓」為了照顧可憐的未婚媽媽梁婉珊，竟當起爸爸來。

## 演員表
| 演員   | 角色       | 暱稱/關係                                                                   |
| 鄭則仕 | 王家寶     | 肥貓 智障人士 王家希之兄 喜歡梁婉珊                                         |
| 苗僑偉 | 王家希     | 小狗 王家寶之弟 李敏兒之男友後丈夫                                          |
| 江美儀 | 李敏兒     | Mandy、慢D（王家寶專用） 王家希之女友後妻子                                 |
| 黃允材 | 張 毅      | 芳姨丈 江惠芳丈夫 李敏兒之姨丈 張佩欣之父 王家寶、王家希之姨丈              |
| 鮑起靜 | 江惠芳     | 芳姨 張毅妻子 李敏兒之姨太太 張佩欣之母 王家寶、王家希之姨媽                |
| 江麗娜 | 張佩欣     | Yuki 張毅、江惠芳之女 李敏兒、王家寶、王家希之表妹 針對王家寶後為其好友     |
| 何家勁 | 鄧志生     | Anson 假冒肥貓堂弟王浚生 杜心泉之男友後丈夫，婚後移居毛裡求斯生活           |
| 韓君婷 | 杜心泉     | Lincole 鄧志生之女友後妻子，婚後移居毛裡求斯生活                            |
| 鍾慧寧 | 張 楓      | 楓哥 雄雞餐廳的股東之一 張毅之妹 游大海之女友後妻子                         |
| 八両金 | 游大海     | 阿海 新移民、大廚東跳槽後昇格爲雄雞餐廳之大廚 阿楓之男友後丈夫 王家寶之同事 |
| 王 薇  | 梁婉珊     | 明星 王家寶好友兼暗戀對象                                                   |
| 黃樹棠 | 顧 家      | 阿娟的老公 雄雞餐廳的夥計 阿楓、王家寶之同事                                |
| 羅青浩 | 錢 七      | 雄雞餐廳的夥計 阿楓、王家寶的同事                                           |
| 王清河 | 梁添來     | 來伯、來仔（王家寶專用） 梁婉珊之父 於第26集患上老人痴呆症                  |
| 禇肇淇 | 程世榮     | 榮少 梁婉珊之男朋友 當知道她懷孕後，對她始亂終棄。                          |
| 繆非臨 | 阿 娟      | 家嫂、顧太 大陸新移民 顧家妻子                                              |
| 饒芷昀 | 錢 太      | 七 嫂 錢七妻子                                                              |
| 朱燕珍 | FIFI       | 王家希的助理                                                                |
| 陳正君 | 亞 文      |                                                                             |
| 蔡國威 | 亞 九      |                                                                             |
| 楊嘉諾 | 亞 成      | 梁婉珊之兄                                                                  |
| 斑 斑  | 亞 玲      | 梁婉珊之嫂                                                                  |
| 周兆麟 | 亞 南      |                                                                             |
| 廖文蔚 | 大炮強     |                                                                             |
|        | 亞 禮      |                                                                             |
|        | 亞 東      | 大廚東 雄雞餐廳之大廚後跳槽去玫瑰餐廳                                       |
| 曾贊安 | 大 鼻      | 雄雞餐廳之二廚後跳槽去玫瑰餐廳                                              |
| 李潤祺 | 亞 水      |                                                                             |
| 蘇 昶  | 亞 托      |                                                                             |
| 鄺銘業 | 高 佬      |                                                                             |
| 江 圖  | 招采茂     | 招財貓 江惠芳之上司兼追求對象，嫁張毅前曾追求她 張毅之情敵                  |
| 魯 芬  | 亞 嬌      | 招采茂之女友兼下屬 江惠芳之同事                                             |
| 譚少英 | 亞 梅      | 江惠芳之同事                                                                |
| 梁 珊  | 蘭 姐      | 杜心泉之母 鄧志生之岳母                                                     |
| 鄭寶堅 | 亞 世      |                                                                             |
| 劉宗基 | 亞 成      |                                                                             |
| 詹秉熙 | 導 演      |                                                                             |
| 周恩恩 | KK         | 梁婉珊之保母                                                                |
| 梁錦燊 | 製 片      |                                                                             |
| 傅湛杰 | 副 導      |                                                                             |
| 蔣偉光 | 助 製      |                                                                             |
| 余俊峰 | 記 者      |                                                                             |
| 林美華 | 記 者      |                                                                             |
| 宗 揚  | 導演MARK   |                                                                             |
| 煒 烈  | 導演WILLIE |                                                                             |
| 梁浩楷 | 助 導      |                                                                             |
| 黎家嘉 | 李小姐     |                                                                             |
| 黃敏燁 | 亞 靜      |                                                                             |
| 金慧英 | CAT        |                                                                             |
| 陳麗雲 | 海 母      | 游大海之母 阿楓之奶奶                                                       |
| 張裕里 | 青 蛙      | 王家寶之朋友                                                                |
| 曾嘉浚 | 河 馬      | 王家寶之朋友                                                                |
| 曾耀明 | 賭場老闆   |                                                                             |
| 黃美芬 | JENNY      |                                                                             |
| 戴偉光 | 兒 父      | 李敏兒之父                                                                  |
| 唯 靈  | 唯 靈      | 食家 （客串第18集）                                                         |
| 龍貫天 | 男主角     |                                                                             |
| 吳錦源 | JOE        |                                                                             |
| 蔡國強 | 男演員     |                                                                             |
| 林祖輝 | 陳先生     | 雄雞餐廳的股東之一 （客串第22、30集）                                       |
| 梁啟智 | 老 伯      |                                                                             |

| 香港亞洲電視本港台 星期一至五 19:00-20:00                            | 香港亞洲電視本港台 星期一至五 19:00-20:00                                                       | 香港亞洲電視本港台 星期一至五 19:00-20:00 |
| -------------------------------------------------------------------- | ----------------------------------------------------------------------------------------------- | ----------------------------------------- |
|                                                                      | 肥貓正傳II 1999年3月22日－1999年4月30日 1999年5月1日 星期六20:35-22:30                          |                                           |
| 無敵軍師 1999年3月1日－1999年3月19日 1999年3月20日 星期六20:30-22:00 | 英雄之廣東十虎 1999年5月3日－1999年6月11日 19:00-20:00 1999年6月14日－1999年6月25日 22:00-23:00 |                                           |